# Novi Gradac
Novi Gradac est un village de la municipalité de Gradina (Comitat de Virovitica-Podravina) en Croatie. Au recensement de 2011, le village comptait 167 habitants.